# Les Malheurs de Sophie (film, 2016)
Pour les articles homonymes, voir Les Malheurs de Sophie (homonymie).
Pour plus de détails, voir Fiche technique et Distribution.
Les Malheurs de Sophie est un film français de Christophe Honoré, sorti le 20 avril 2016 en France et librement adapté de deux romans de la comtesse de Ségur : Les Malheurs de Sophie d'une part, et sa suite Les Petites Filles modèles.

## Synopsis
Sophie de Réan est une petite fille espiègle, vivante et curieuse de la vie. Entourée de son cousin Paul et de ses petites camarades, Camille et Madeleine de Fleurville, elle fait les quatre cents coups dans le domaine familial, enchaînant bêtise sur bêtise. Les parents devant rejoindre l’Amérique, Sophie est contrainte de quitter ses amis. Hélas, un drame va changer le destin de Sophie. Devenue orpheline, la petite fille est recueillie par sa belle-mère, l’horrible Madame Fichini qui va lui rendre la vie difficile. Revenue en France, elle va pouvoir compter sur la complicité de ses camarades retrouvés et sur celle de Mme de Fleurville pour retrouver le sourire.

## Fiche technique
- Titre : Les Malheurs de Sophie
- Titre anglo-saxon : Sophie's Misfortunes
- Réalisation : Christophe Honoré
- Scénario : Christophe Honoré et Gilles Taurand d'après la Comtesse de Ségur
- Musique originale : Alex Beaupain arrangée par David Sztanke
- Supervision musicale : Frédéric Junqua
- Image : André Chemetoff
- Son : Guillaume Le Braz
- Décor : Florian Sanson
- Costumes : Pascaline Chavanne
- Cascades : Daniel Vérité
- Montage : Chantal Hymans
- Première assistante : Julie Gouet
- Animation : Benjamin Renner
- Accessoires : Benoît Herlin
- Casting : Elsa Pharaon
- Direction de production : Nicolas Leclère
- Production : Philippe Martin et David Thion
- Sociétés de production : Les Films Pelléas, France 3 Cinéma, Gaumont et Jouror Productions
- Soutiens à la production : Région Île-de-France, le CNC, Canal+, France Télévisions et Cofinova Développement 2
- Sociétés de distribution : Gaumont
- Lieux de tournage : Bus-Saint-Rémy[2], Bretagne[3], région Ile-de-France[4]
- Format : Couleurs - 1,37:1
- Budget : 7,8 millions d'euros
- Box-office France : 532 732 entrées[5]
- Pays :  France
- Genre : comédie dramatique
- Durée : 107 minutes
- Date de sortie : 20 avril 2016
- Date de sortie DVD : 31 août 2016
- Visa d'exploitation n°140111

## Distribution
- Anaïs Demoustier : Mme de Fleurville
- Golshifteh Farahani : Mme de Réan
- Muriel Robin : Mme Fichini
- Caroline Grant : Sophie de Réan
- Céleste Carrale : Camille de Fleurville
- Justine Morin : Madeleine de Fleurville
- Aélys Le Nevé : Marguerite de Rosbourg
- Tristan Farge : Paul d'Aubert
- Marlène Saldana : Mme de Rosbourg
- Jean-Charles Clichet : Baptistin
- Lætitia Dosch : Noémie
- David Prat : Joseph
- Elsa Lepoivre : Mme d'Auber
- Michel Fau : le Père Huc
- Annie Mercier : Marianne
- Robert Cantarella : Monsieur de Réan
- Lionel Dray : Nicaise
- Marie-Christine Orry : Elisa
- Maria Rosa Brito : Louison
- Paulette Honoré-Peyre : Zélie
- Julien Honoré : Monsieur d'Aubert
- Frédéric Noaille : Le cocher Rosbourg
- Roman Castaingts : Le valet Réan
- Pierre Jouan : Le séminariste

## Production
Le tournage a commencé le 12 janvier 2015 ; la deuxième partie de ce tournage s'est terminée l'été 2015.
Le film est produit par Les Films Pelléas, en coproduction avec Gaumont, qui en est également distributeur.

## Box-office
Le film a enregistré 537 732 entrées au cinéma. Au total, il rapporte seulement 3 866 954 € pour près de 8 000 000 d'euros de budget.